# Milica Dabović
Milica Dabović (in serbo Милица Дабович?; Cettigne, 16 febbraio 1982) è una cestista serba.
Alta 175 cm, gioca come playmaker.

## Carriera
Con la Serbia e Montenegro ha disputato i Campionati europei del 2005.
Con la Serbia ha disputato i Giochi olimpici di Rio de Janeiro 2016, i Campionati mondiali del 2014 e quattro edizioni dei Campionati europei (2007, 2009, 2013, 2015).